# 서산 송곡서원 향나무
서산 송곡서원 향나무(瑞山 松谷書院 향나무)는 대한민국 충청남도 서산시 인지면, 송곡서원에 있는 조선시대의 향나무이다.
2005년 10월 31일 충청남도의 기념물 제170호 서산송곡사향나무로 지정되었다가, 2018년 5월 3일 대한민국의 천연기념물 제553호 서산 송곡서원 향나무로 승격되었다.

## 개요
서산에서 배출된 향현들을 제향하는 송곡사의 입구에 향나무 두 그루가 서 있다. 송곡사는 정신보, 정인경, 유방택, 윤황, 유백유, 유백순, 유윤, 김적, 김위재 등 9명의 위패를 모셔놓았다. 이중 7번째 배향인물인 유윤이 세종2년(1420)에 정원수로 심었다고 한다.
1982. 10. 15 충남도 보호수로 지정하여 외과수술 등을 실시하면서 관리하고 있으며 생태도 양호하다
유윤은 서령부원군에 봉해진 후 문화인에서 분파하여 시조가 된 류성간의 5세손으로서 사마시에 급제하였으나, 단종이 폐위된 것을 보고 청주 무동에 은거하여 덕과 뜻을 기렸으며, 여러번 조정에서 불렀으나 나아가지 않은 채 1476년 별세하였다. 광해군때에는 관원을 보내어 그간 살던 곳에 무동처사라는 어필을 내려 절의를 극찬하였다.

## 천연기념물 승격 사유
송곡서원 향나무는 서원 입구에 좌우로 대칭되게 식재하여 태극(太極), 음양(陰陽)사상을 나타낸 것으로 특이한 사례이며 학술적 가치가 큰 노거수로 천연기념물 지정 가치가 크다.

## 같이 보기
- 송곡서원

## 참고 문헌
- 서산 송곡서원 향나무 - 국가유산청 국가유산포털